# USS Lake Champlain (CV-39)
USS Lake Champlain (CV/CVA/CVS-38) là một trong số 24 tàu sân bay thuộc lớp Essex được hoàn tất trong hoặc ngay sau Chiến tranh Thế giới thứ hai cho Hải quân Hoa Kỳ. Nó là chiếc tàu chiến thứ hai của Hải quân Mỹ được đặt cái tên này nhằm tưởng niệm trận chiến hồ Champlain trong Chiến tranh năm 1812.
Được đưa ra hoạt động vào giữa năm 1945, Lake Champlain đã không kịp tham gia tác chiến trong Chiến tranh Thế giới thứ hai, nhưng đã phục vụ trong vai trò vận chuyển, đưa về nhà những cựu quân nhân từng phục vụ tại châu Âu như một phần của chiến dịch Magic Carpet. Giống như nhiều tàu chị em với nó, Lake Champlain được cho xuất biên chế không lâu sau khi chiến tranh kết thúc, nhưng được cho hiện đại hóa và tái hoạt động vào đầu những năm 1950, và được xếp lại lớp thành một tàu sân bay tấn công CVA. Nó từng phục vụ trong cuộc Chiến tranh Triều Tiên, được tặng thưởng một Ngôi sao Chiến trận, nhưng sau đó trải qua phần còn lại của cuộc đời phục vụ tại Đại Tây Dương, vùng biển Caribbe và Địa Trung Hải. Vào cuối những năm 1950, nó được xếp lại lớp thành một tàu sân bay chống tàu ngầm CVS. Lake Champlain là tàu thu hồi chính cho chuyến bay có người lái đầu tiên của Chương trình Mercury và chuyến bay có người lái thứ ba của Chương trình Gemini (Gemini V).
Lake Champlain có một lịch sử hiện đại hóa độc đáo. Giống như nhiều chiếc trong lớp Essex khác, nó được nâng cấp theo chương trình SCB-27, vốn tái cấu trúc lại kiến trúc thượng tầng, sàn đáp và nhiều tính năng khác; nhưng nó đã không được cải biến theo chương trình SCB-125, vốn trang bị một sàn đáp chéo góc và mũi tàu chống bão cho những tàu sân bay khác. Vì vậy nó trở thành chiếc tàu sân bay hoạt động cuối cùng của Hải quân Mỹ còn giữ lại sàn đáp thẳng.
Lake Champlain được cho ngừng hoạt động vào năm 1966 và bán để tháo dỡ vào năm 1972.

## Thiết kế và chế tạo
Lake Champlain là một tàu sân bay dạng thân dài thuộc phân lớp Ticonderoga trong lớp Essex. Con tàu được đặt lườn tại Xưởng hải quân Norfolk ở Portsmouth, Virginia vào ngày 15 tháng 3 năm 1943, và được hạ thủy vào ngày 2 tháng 11 năm 1944, được đỡ đầu bởi bà Warren Austin, phu nhân Thượng nghị sĩ Warren Austin thuộc tiểu bang Vermont. Nó được cho nhập biên chế vào ngày 3 tháng 6 năm 1945 dưới quyền chỉ huy của hạm trưởng, Đại tá Hải quân Logan C. Ramsey.

## Lịch sử hoạt động

### Chiến dịch Magic Carpet

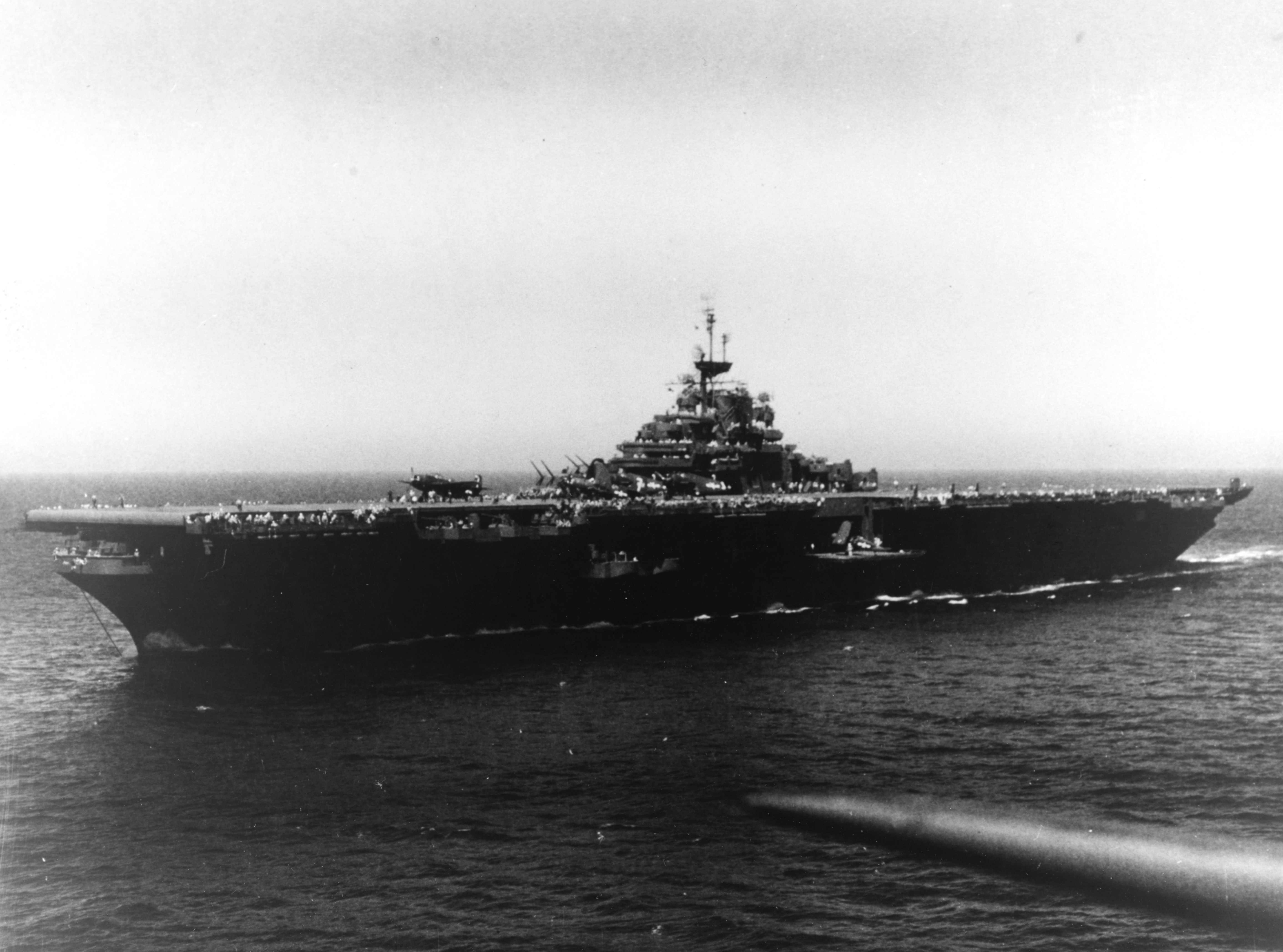
USS Lake Champlain vào ngày 23 tháng 6 năm 1945

Sau khi chạy thử máy và ghé thăm New York và Philadelphia, Lake Champlain được giao nhiệm vụ "Magic Carpet" để hồi hương nhân viên quân sự Hoa Kỳ ở nước ngoài. Chiếc tàu sân bay mới rời Norfolk vào ngày 14 tháng 10 năm 1945 hướng sang Anh Quốc, đi đến Southampton vào ngày 19 tháng 10 nơi nó nhận các cựu chiến binh lên tàu rồi quay trở về New York.
Nó đã lập một kỷ lục mới về tốc độ khi vượt Đại Tây Dương vào ngày 26 tháng 11 năm 1945, trung bình là 59,353 km/h (32.048 knot), khi nó đi đến Hampton Roads, Virginia, hoàn tất một chuyến đi từ mũi Spartel thuộc Châu Phi, trong 4 ngày, 8 giờ và 51 phút. Kỷ lục này tồn tại cho đến khi bị chiếc SS United States vượt qua vào mùa Hè năm 1952. Lake Champlain được cho xuất biên chế tại Norfolk vào ngày 17 tháng 2 năm 1947.

### Chiến tranh Triều Tiên
Vài năm sau, sự kiện Chiến tranh Triều Tiên nổ ra khiến cho con tàu lại được huy động đến. Nó được tái kích hoạt và hiện đại hóa theo chương trình SCB-27 tại xưởng tàu của hãng Newport News Shipbuilding & Drydock Co., và được cho nhập biên chế trở lại vào ngày 19 tháng 9 năm 1952 dưới quyền chỉ huy của hạm trưởng, Đại tá Hải quân G. T. Mundroff.
Sau khi chạy thử máy tại vùng biển Cuba và Haiti từ ngày 25 tháng 11 đến ngày 25 tháng 12 năm 1952, chiếc tàu sân bay rời Mayport, Florida vào ngày 26 tháng 4 năm 1953 hướng sang Triều Tiên, đi ngang qua Biển Đỏ, Ấn Độ Dương và Biển Đông để đi sang Viễn Đông, trở thành chiếc tàu lớn nhất từng đi ngang qua kênh đào Suez. Nó buông neo tại Yokosuka, Nhật Bản vào ngày 9 tháng 6 năm 1953.

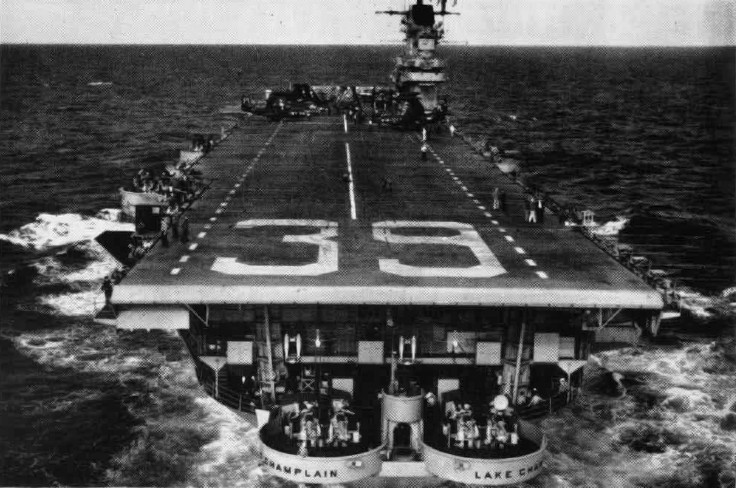
Tàu sân bay Lake Champlain những năm 1953-1954.

Trong vai trò là soái hạm của Lực lượng Đặc nhiệm 77, Lake Champlain rời Yokosuka vào ngày 11 tháng 6 và đi đến khu vực phía Tây Triều Tiên vào ngày 14 tháng 6. Đội tàu sân bay lập tức tung ra các phi vụ bắn phá các sân bay và các công sự phòng thủ cùng các vị trí tập trung của đối phương, cũng như hỗ trợ gần mặt đất cho các đơn vị trên bộ đang chịu sức ép nặng nề. Máy bay của nó cũng hộ tống những máy bay ném bom hạng nặng B-29 Superfortress trên đường bay đến mục tiêu đối phương. Lake Champlain tiếp tục thực hiện vai trò của mình cho đến khi thỏa thuận ngừng bắn được ký kết vào ngày 27 tháng 7. Được thay phiên bởi tàu sân bay chị em Kearsarge (CV-33) vào ngày 11 tháng 10, Lake Champlain hướng về biển Đông, đi đến Singapore vào ngày 24 tháng 10. Nói lời chia tay với Thái Bình Dương vào ngày 27 tháng 10, nó quay về nhà ngang qua Colombo, Port Said, Cannes và Lisbon trước khi về đến Mayport, Florida vào ngày 4 tháng 12 năm 1953.

### NATO, Trung Đông và được xếp lại lớp
Trong những năm tiếp theo sau, Lake Champlain thực hiện nhiều chuyến đi đến khu vực Địa Trung Hải, tham gia tập trận cùng hải quân các nước khác trong khối NATO. Ngày 25 tháng 4 năm 1957, nó khẩn trương đi đến khu vực căng thẳng tại Trung Đông, tuần tra ở ngoại vi Liban và hỗ trợ cho Jordan chống lại mối đe dọa của Cộng sản. Phản ứng nhanh chóng và kiên quyết đã ngăn chặn được một thảm họa tại Trung Đông; và khi căng thẳng qua đi, Lake Champlain quay trở về Mayport vào ngày 27 tháng 7. Được cải biến thành một tàu sân bay chống tàu ngầm và được xếp lại lớp với ký hiệu lườn CVS-39 vào ngày 1 tháng 8, nó tiến hành huấn luyện tại khu vực bờ Đông Hoa Kỳ cho vai trò mới của nó.
Vào tháng 10 năm 1957, Lake Champlain di chuyển dọc theo hòn đảo Majorca của Tây Ban Nha gần bờ biển Địa Trung Hải theo lời yêu cầu của Đại sứ Hoa Kỳ tại Tây Ban Nha John Davis Lodge, và hướng đến thành phố Valencia ở bờ biển phía Đông nước này, vốn bị tàn phá bởi lũ lụt trong đêm 14 tháng 10 năm 1957, những chiếc máy bay trực thăng Chickasaw của nó đã tham gia nhiều nhiệm vụ cứu hộ, và thủy thủ đoàn đã tham gia "trận chiến bùn" sau thảm hoạ này.
Lake Champlain rời Bayonne, New Jersey vào ngày 8 tháng 2 năm 1958 cho một chuyến đi đến Địa Trung Hải, và quay trở về Mayport, Florida vào ngày 30 tháng 10. Sau khi được đại tu trong ụ tàu, nó lại lên đường vào ngày 10 tháng 6 cho một chuyến đi đến châu Âu, viếng thăm Tây Ban Nha, Đan Mạch và Scotland trước khi quay trở về Mayport vào ngày 9 tháng 8. Chiếc tàu sân bay hoạt động ngoài khơi vùng biển Florida và Caribbe cho đến ngày 15 tháng 6 năm 1958, khi nó khởi hành cho một chuyến đi khác đến Địa Trung Hải, và quay về cảng nhà mới vừa được chỉ định, Quonset Point, Rhode Island, vào ngày 4 tháng 9. Nó hoạt động tại khu vực Quonset Point cho đến ngày 29 tháng 6 năm 1960, khi nó thực hiện chuyến đi thực tập dành cho học viên sĩ quan đến Halifax, Nova Scotia, và quay về vào ngày 12 tháng 8. Từ ngày 7 tháng 2 năm 1961, nó thực hiện một chuyến đi đến vùng biển Caribbe, và quay trở về vào ngày 2 tháng 3.

### Chương trình Mercury

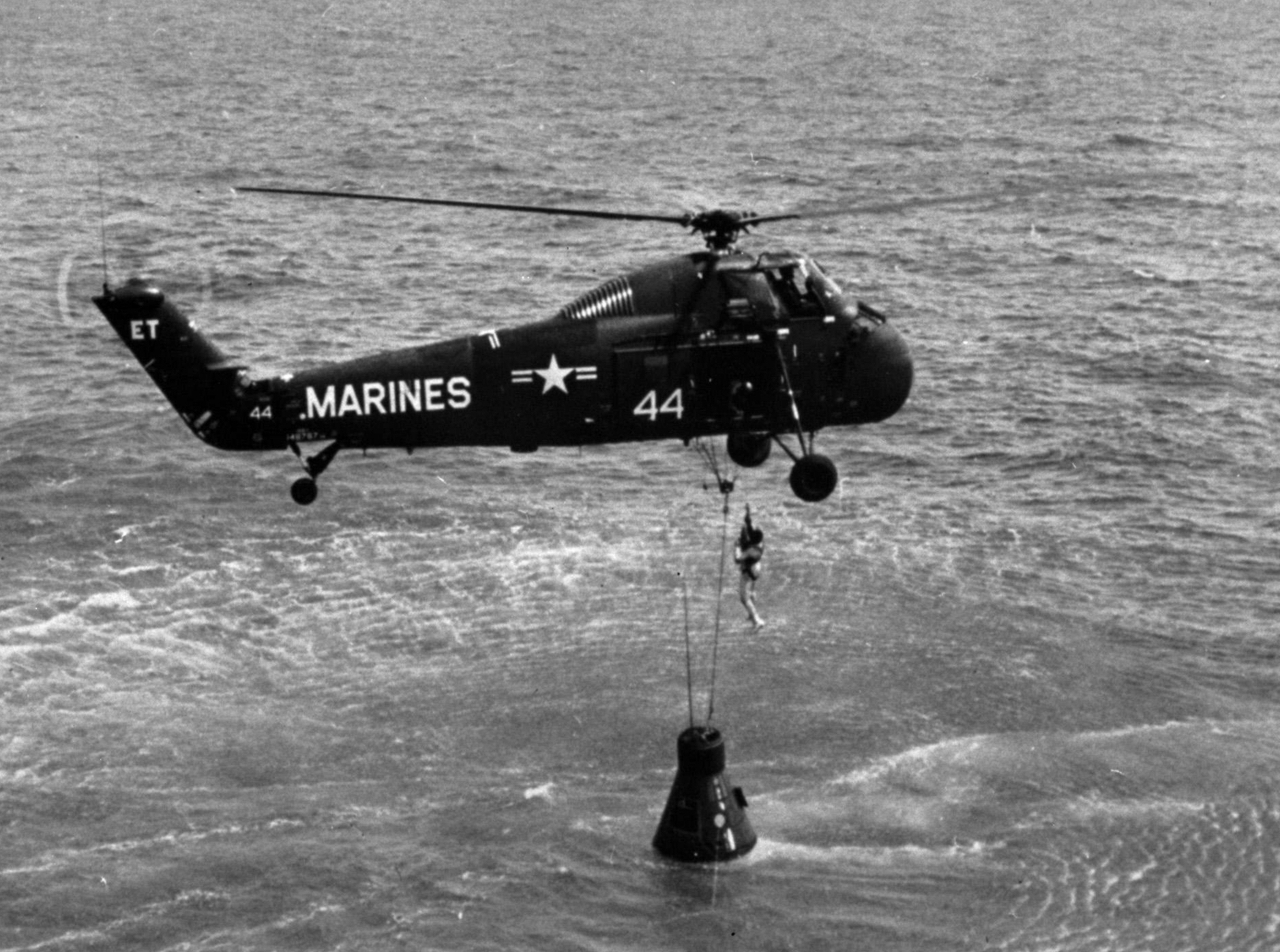
Một máy bay trực thăng HUS-1 Seahorse của Lake Champlain đang thu hồi tàu vũ trụ Freedom 7.

Lake Champlain được chọn làm tàu thu hồi chính cho chuyến bay lên không gian có người lái đầu tiên của Hoa Kỳ. Nó lên đường vào ngày 1 tháng 5, và đã có mặt tại điểm hạ cánh vào ngày 5 tháng 5, khi Trung tá Alan Shepard được vớt lên cùng với tàu không gian Freedom 7 sau khi đáp xuống cách mũi Kennedy 480 km (300 mi). Máy bay trực thăng của chiếc tàu sân bay đã theo dõi việc đáp xuống, và đã có mặt bên trên nhà phi hành hai phút sau đó. Họ đã chuyển Shepard và Freedom 7 quay trở về sàn đáp của Lake Champlain an toàn.

### Caribbe và vụ phong tỏa Cuba
Trong năm tiếp theo, Lake Champlain hoạt động dọc theo bờ biển Đại Tây Dương và tại vùng biển Caribbe. Trong tháng 6 năm 1962, nó nhận lên tàu những học viên sĩ quan thuộc Học viện Hải quân Hoa Kỳ trong một chuyến đi thực tập mùa Hè đến Halifax, Nova Scotia; và tại Kingston, Jamaica, nơi nó đại diện cho Hoa Kỳ trong lễ hội đánh dấu nền độc lập của hòn đảo này vào ngày 3 tháng 8. Vào ngày 24 tháng 10, con tàu được huy động khẩn cấp để tham gia đợt "cô lập hàng hải" đảo quốc Cuba, sau khi phát hiện Liên Xô đang xây dựng các căn cứ tại đây để bố trí tên lửa đạn đạo tầm trung mang đầu đạn hạt nhân. Để xóa bỏ mối đe dọa nghiêm trọng này, tàu chiến Hoa Kỳ được bố trí khắp khu vực Tây Đại Tây Dương, ngăn chặn luồng tiếp liệu quân sự đi đến Cuba trong khi diễn ra các thương lượng ngoại giao nhằm mục đích rút bỏ các tên lửa tấn công của Nga khỏi hòn đảo này.
Sau khi vụ khủng hoảng được dàn xếp hòa bình, Lake Champlain lên đường quay trở về nhà vào ngày 23 tháng 11 năm 1962 ngang qua St. Thomas, quần đảo Virgin, và về đến Quonset Point vào ngày 4 tháng 12. Trong vài tháng tiếp theo, chiếc tàu sân bay có mặt tại vùng biển New England để hoạt động huấn luyện và đại tu. Vào tháng 9 năm 1963, đang khi thực hiện một chuyến đi đến vịnh Guantánamo, nó được lệnh hủy bỏ chương trình huấn luyện và đi đến Haiti để cứu giúp thảm họa gây ra bởi cơn bão Flora. Máy bay trực thăng của nó đã cứu những người bị mất nhà cửa, tiếp tế thực phẩm và thuốc men.

### Bắc Đại Tây Dương và Chương trình Gemini

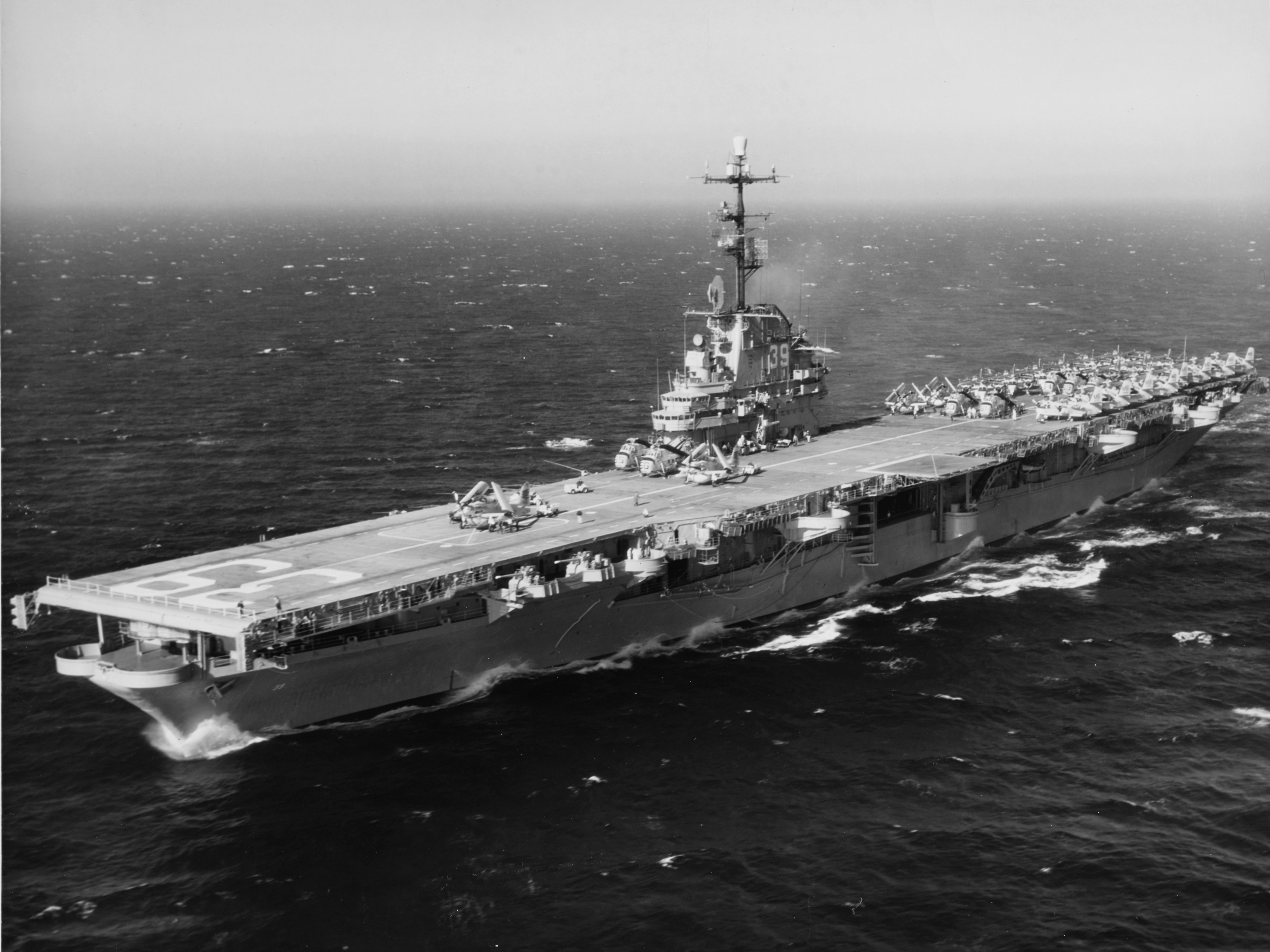
USS Lake Champlain như một tàu sân bay chống tàu ngầm vào năm 1960.

Lake Champlain quay trở về Quonset Point vào ngày 9 tháng 11 năm 1963 để hoạt động tại vùng biển ngoài khơi New England. Nó viếng thăm Bermuda một thời gian ngắn vào mùa Xuân năm 1964, và lên đường đi Tây Ban Nha vào mùa Thu để thực hành đổ bộ gần Huelva. Nó khởi hành ngày 6 tháng 11 từ Barcelona quay trở về Hoa Kỳ, ghé qua Gibraltar, và về đến Quonset Point ngày 25 tháng 11. Trong nữa đầu năm 1965, Lake Champlain thực hiện các nhiệm vụ huấn luyện và tiến hành các cuộc thực tập dọc theo bờ Đông Hoa Kỳ. Nhiệm vụ lớn sau cùng trong cuộc đời hoạt động của nó là vào ngày 5 tháng 8, khi chiếc tàu sân bay phục vụ như là tàu thu hồi chính cho chuyến bay vũ trụ Gemini 5. Không lâu sau khi hoàn tất nhiệm vụ này, nó lên đường đi đến Xưởng hải quân Philadelphia, nơi nó được chuẩn bị để ngừng hoạt động. Nó được cho xuất biên chế lần sau cùng vào ngày 2 tháng 5 năm 1966.
Lake Champlain được rút khỏi danh sách Đăng bạ Hải quân vào ngày 1 tháng 12 năm 1969, và được bán để tháo dỡ vào ngày 28 tháng 4 năm 1972.

## Phần thưởng
Lake Champlain được tặng thưởng một Ngôi sao Chiến trận do thành tích phục vụ trong cuộc Chiến tranh Triều Tiên.
|  |             |             |
|  | Bronze star | Bronze star |
|  |             |             |

| Huân chương Chiến dịch Hoa Kỳ             | Huân chương Chiến dịch Châu Âu-Châu Phi-Trung Đông              | Huân chương Chiến thắng Thế Chiến II                              |
| Huân chương Phục vụ Chiếm đóng Hải quân   | Huân chương Phục vụ Phòng vệ Quốc gia với 1 Ngôi sao Chiến trận | Huân chương Phục vụ Triều Tiên với 1 Ngôi sao Chiến trận          |
| Huân chương Viễn chinh Lực lượng Vũ trang | Huân chương Liên Hợp Quốc Phục vụ Triều Tiên                    | Huân chương Phục vụ Chiến tranh Triều Tiên (Hàn Quốc) (truy tặng) |